# Facultad Regional Paraná
La Facultad Regional Paraná es una dependencia universitaria de la Universidad Tecnológica Nacional de Argentina.

## Historia
La facultad, comenzó sus actividades académicas en el año 1964 en la Escuela Normal "José María Torres", según Resolución de Consejo Superior N.º 33/64 de fecha 16 de mayo de 1964, firmada por el Rector de la U.T.N. Ing. Juan Sábato, por ella se autorizó a la Facultad Regional Santa Fe dictar en la ciudad de Paraná el Primer año de la Carrera de Ingeniería, en las especialidades Mecánica, Eléctrica y Construcciones.
La iniciación de los citados cursos, dio respuesta a un grupo importante de jóvenes de nuestra provincia, que junto a profesores y personal de la Escuela Industrial N.º 1 de la ciudad de Paraná, hicieron realidad un gran anhelo de una comunidad que soñaba con tener un asentamiento Universitario con el potencial que esto implicaba y permitir a sus jóvenes una salida profesional. 
Al año siguiente, 1965, resuelve la UTN aplicar el cambio de plan de estudios (plan 1965) en todo su ámbito y la Facultad Regional Santa Fe resuelve que los alumnos que pasan al segundo año del antiguo plan (plan 57) continúen su carrera directamente en su sede por lo que deberán trasladarse a Santa Fe. Es así que el grupo que había cursado primer año en Paraná comienza a viajar cotidianamente cruzando el río para cursar el segundo año de su carrera en Santa Fe. Esto naturalmente fue motivo de discusiones acerca de la futura supervivencia de los cursos, presupuesto, traslado de docentes, problemas con el crecimiento de su población y la necesidad de instalaciones y laboratorios, entre otras. Se resuelve dictar ahora primer año con los contenidos del nuevo plan 1965 y posteriormente debatir la creación de los sucesivos años. Así fue que se crearon posteriormente segundo y tercero en 1967 y 1968 respectivamente. Hasta aquí, las clases de desarrollaban en aulas de la Escuela Normal "José María Torres".
La incertidumbre sobre la continuidad y futuro de las actividades motivó una movilización constante de alumnos, fuerzas vivas y requerimiento de apoyo a entidades oficiales. Fue a raíz de éstas acciones que partir del año 1968 los cursos pasaron a conformar la Delegación Paraná, continuando bajo la responsabilidad y dependencia de la Facultad Regional Santa Fe.
Se la institucionalizó con el carácter de Delegación Entre Ríos por Resolución N.º 49/69 del Consejo de Rectores de Universidades Nacionales,  el Rector Ing. José Colinas firmó el 29 de diciembre de 1969 las Resoluciones: Nº487/69 derogando la Resolución Nº33/64 creando la Delegación Entre Ríos con sede en la Ciudad de Paraná, constituida por las delegaciones: Concepción Del Uruguay, (hoy Facultad Regional Concepción del Uruguay), y Paraná.  Asimismo y por Resolución N.º 488/69 se designó al Dr. David Pérez del Viso como Delegado del Rector a cargo de la nueva Delegación.
A partir del año 1970 la Delegación Paraná trasladó su sede, pasando a desarrollar todas sus actividades en la Escuela N.º 1 "Del Centenario"
Casi tres años después, el 2 de noviembre de 1972 en la ciudad de Córdoba, el Consejo Superior de la Universidad Tecnológica, por Resolución Nº571/72 aprobó la transformación de la Delegación Paraná en Facultad en Organización, de acuerdo con la Ordenanza 131 del mismo año, para ser finalmente denominada Facultad Regional Paraná, por disposición de la Tercera Reunión del Consejo de Rectores de Universidades Nacionales del 18 de mayo de 1973, medida que no hizo más que recoger la impresión generalizada y favorable de todos los medios locales.
Se culminó así un proceso de suma relevancia para la Enseñanza Superior en nuestra provincia, como fue la de sumar una importante instancia educativa para nuestra juventud. Cabe acotar que hasta ese momento institucional casi todos los docentes provenían de la ciudad de Santa Fe, situación que creó para siempre deuda de gratitud para con todo aquel grupo humano extraordinario que brindó lo mejor de sí, que soportó un sinnúmero de inconvenientes, dado que por esos tiempo, el cruce del río se realizaba en lancha o balsa lo que generaba matices e implicancias que iban desde lo anecdótico a lo imprevisible.
Llegó 1974 y con él, la culminación de los estudios del joven Miguel Ángel Saavedra, quien obtuvo el título de Ingeniero Electricista, constituyéndose en el Primer Graduado de la Facultad.
Reestructuraciones educativas enmarcadas en una política nacional muy particular diseñadas para el año 1979, generaron, entre otras disposiciones tales como limitaciones de carreras y dentro de la Universidad Tecnológica Nacional en la Facultad, dejaron de dictarse las carreras de Ingeniería eléctrica e Ingeniería mecánica y en la Universidad de Entre Ríos, ocurrió lo mismo con Ingeniería Electromecánica.
Ante esta disposición oficial, ambas Universidades suscribieron un Convenio, en virtud del cual la Universidad Tecnológica Nacional a través de la Facultad, debía tomar a su cargo la carrera de Ingeniería Electromecánica de la Universidad Nacional de Entre Ríos y los alumnos de 2.º a 6.º Año, continuarían los estudios, según el plan de la Universidad de origen. Se llevaron a la práctica las cláusulas del citado Convenio y a partir de 1980, comenzó a dictarse el primer año de la carrera en cuestión con un plan de estudios estructurado según las normas académicas de la Universidad Tecnológica. Con el inicio de una nueva era democrática y consustanciados los claustros universitarios de la importancia histórica del momento, se resolvió en el aspecto educativo, la normalización de las Universidades. La instrumentación y substanciación de los concursos docentes, la organización de los claustros y el cogobierno universitario, fueron algunos de los instrumentos primarios considerados. En la Facultad se designó al Ing. Luis F. B. FIRPO, Decano Normalizador, en una etapa que comenzó en marzo de 1984 debiendo finalizar en diciembre de 1985, mes en el que constituida la Asamblea de claustros elegiría por cuatro años el Decano.
Es en el año 1985 precisamente, donde se trasladan todas sus actividades a su residencia actual, Avda. Almafuerte N.º 1003.
El 15 de diciembre de 1985 por primera vez en la historia, resultó elegido por sus claustros por mayoría y en forma democrática, para cumplir esta función, quien venía desempeñándose como decano normalizador, el Ing. Luis F.B. Firpo, siendo además la primera Institución Educativa Superior de la Provincia que alcanzó este objetivo. Por Resolución del Consejo Superior Universitario se creó en la Facultad Regional Paraná la carrera de Ingeniería Electrónica, que a partir del año académico 1987 inició el dictado de sus cursos.
Con el transcurrir del tiempo y cumpliendo con su legislación estatuida, las sucesivas Asambleas de Claustros designaron con el cargo de Decano, en diciembre de 1989 al Ing. Raúl Eduardo Arroyo, sucediéndole en el cargo al Ing. Luis Firpo, en diciembre de 1993 al Ing. Mauricio Carlos Friedrich. 
A partir del año 1998 y por un nuevo período de cuatro años la Asamblea de Claustros de la Regional eligió al Ing. Raúl Eduardo Arroyo para guiar su destino reeligiéndolo por un nuevo período en el año 2002. 
El 25 de octubre de 2005 es elegido el Ing. José Antonio Navarro como Decano de la Regional, asumiendo el 29 de diciembre de ese año. El 12 de enero de 2006 fallece inesperadamente. La Regional pasa a ser dirigida por el Ing. Omar Enrique Berardi al ser elegido Vicedecano, a cargo del Decanato por el Consejo Académico y posteriormente el 14 de febrero de 2006 la Asamblea de Claustros lo elige Decano de la Facultad Regional Paraná.El 4 de septiembre de 2009 es ratificado como Decano de la Institución.

### Historia de las carreras
El 18 de mayo de 1973, la tercera reunión del Consejo de Rectores de Universidades Nacionales, crea la “Facultad Regional Paraná”, por transformación de la Facultad en Organización. Un grupo de jóvenes con ambiciones de superación y amor por las disciplinas técnica, ayudados por padres y con el acompañamiento de docentes de la Escuela Nacional de Educación Técnica N.º 1 de Paraná, encaró decididamente los cursos de Ingeniería de la Universidad Tecnológica en la ciudad
Supervisiones permanentes y exigencias no generalizadas no diezmaron los anhelos juveniles y en un proceso de amenazas y cierres temporales la tecnológica abrió sus puertas a partir del año 1964.
Con las inscripciones en una casa de familia y el cursado en la escuela Normal, casi por obligación y como de prestado, se inició el cursado como un aula de la Reg. Santa Fe. Con las especialidades de la misma, dada la dependencia y política universitaria por aquel entonces y con el direccionamiento de proseguir los estudios en Santa Fe. Las características de las políticas uniformes y unitarias de los gobiernos tecnocráticos militares de la década del 70 que determinaron, las mismas especialidades (mecánica, eléctrica y construcciones), pensando que la situación geográfica, era como determinante de su idiosincrasia social cultural y a la postre de organización productiva, con la idea entrada en la década de optimización de recursos propiciaba la eliminación de Construcciones en Santa Fe y de Mecánica y Eléctrica en Paraná. Esto se materializó cuando con el objetivo de transferir la especialidad de Electromecánica de la joven U.N.E.R. se eliminaron las especialidades de Mecánica y Eléctrica.
Un argumento o fundamento significativo más, para futuras aspiraciones, se manifiesta cuando a principio de los 80 se interrumpe el tránsito por el Túnel Subfluvial como consecuencia de catastróficas inundaciones que hicieron peligrar su estabilidad y el litoral, más propiamente la ciudad de Paraná se aísla de Santa Fe. La Regional Paraná por esos años y a los efectos de que el altísimo porcentaje de estudiantes que cursaban en Santa Fe no perdieran el año, dicta en su sede los cursos de Analista de Sistemas.
La experiencia y el conocimiento concreto de la capacidad demostrada en los cursos de analista animan a solicitar al Consejo Superior Universitario dicha carrera para la regional, la denegatoria posibilitó que el gobierno provincial con estos antecedentes y su propia iniciativa creara el Instituto Superior de Informática provincial (ISIPER) a quien con los años la Regional conviniera ser la Institución Universitaria que acreditara dicha carrera terciaria y su extensión a la Licenciatura en Sistemas en virtud del convenio específico suscripto entre la UTN y el Superior Gobierno de Entre Ríos en 1994. 
La inexistencia en la región de una carrera de punta y la necesidad para la zona como la labor profesional y apoyatura comunitaria fueron artífices y fundamento primordial para solicitar y obtener la especialidad en Electrónica, iniciando su cursado a partir del ciclo 1987.
A partir del año 1988 por decisión universitaria se comienza con el dictado de los complementos de Ingeniería Civil, transformando la carrera de Ingeniería en Construcciones de Obras en Ingeniería Civil a partir de la Ordenanza de 1994.
Continuo, incesante y permanente ha sido a través de los años la lucha por insertarse y lograr satisfacer las necesidades de su sistema productivo regional, manteniendo propósitos y objetivos rectores y características fundamentales de la Universidad. Producto de esa voluntad de comunicarse, permanecer y profundizar en su relación con el medio que le dio origen y que hoy la cuenta dentro de lo más destacado de su patrimonio educativo fue la puesta en funcionamiento en octubre de 1994 de la emisora de FM 105.7 "Universidad" que desde entonces emite su mensaje radial desde la sede de la Facultad con una importante audiencia.

## Ubicación
- Domicilio: Almafuerte 1033
- Teléfono: +54-0343-4243054/3694
- Código Postal: 3100
- Ciudad: Paraná
- Provincia: Entre Ríos
- País: República Argentina
- WEB: www.frp.utn.edu.ar

## Autoridades
- Decano: Prof. Mg. Ing. Alejandro D. Carrere
- Vicedecano: Ing. Alejandro Jerichau
- Secretaría Académica: Mg. Ing. Alicia Gemignani
- Secretaría Administrativa: Ing. Laura Alcain
- Secretaría de Planeamiento: Ing. Miguel Salatín
- Secretaría de Ciencia y Tecnología: Dr. Juan Pablo Magnin
- Secretaría de Extensión Universitaria y Cultura: Ing. Martín Mendez
- Secretaría de Bienestar Estudiantil: Srta. Gabriela Ríos
- Subsecretaría de Posgrado y Capacitación Continua: Mg. Ing. María Inés Mastaglia
- Subsecretaría de Gestión de UVT: Sr. Eduardo Zamboni
- Subsecretaría de Tecnologías de la Información y las Comunicaciones: Esp. Ing. Iván Alvarenque
- Director  Dpto. Materias Básicas: Prof. Gustavo de Dios Pitta
- Directora Dpto. Ingeniería Civil: Ing. Susana Facendini
- Director  Dpto. Ingeniería Electrónica: Mg. Ing. Sergio Burgos
- Director  Dpto. Ingeniería Electromecánica:Ing. Iván Arcusin

## Oferta Académica

### Posgrado
- Maestría en Minería de Datos
- Especialización en Patologías y Terapéuticas en la Construcción
- Especialización en Higiene y Seguridad en el Trabajo

### Grado
- Ingeniería Civil
- Ingeniería Electromecánica
- Ingeniería Electrónica

### Tecnicaturas
- Técnico Universitario en Programación
- Técnico Superior en Máquinas Viales, Mineras y Agrícolas
- Técnico Superior en Sistemas de Información

## Escuela de Gestión
La Escuela de Gestión (EDG) es el fruto de la integración de la Universidad Tecnológica Nacional (UTN, la Universidad con mayor desarrollo nacional y con amplia trayecgtoria en la región) y Shocrón Benmuyal & Asociados (SB&A, la Consultora de Gestión con dos décadas de trayectoria nacional e internacional, fuerte arraigo regional, y con amplia experiencia en nuestras empresas).
La Escuela de Gestión nace con el aval de más de diez años de trayectoria conjunta entre sus dos organizaciones que le dan origen, cuenta con una Junta Directiva conformada por los principales directivos de ambas, y se orienta a elevar la capacidad de gestión de las organizaciones de la región, buscando optimizar sus esfuerzos, productividad y resultados.
Una de las actividades de la EDG abiertas a la comunidad son los Encuentros de Empresarios y Ejecutivos, que constituyen la apertura para transmitir a quienes toman decisiones en las empresas medianas de la región los últimos avances, desarrollos y tecnologías de gestión en un clima ameno que combine las conferencias con un diálogo fluido y enriquecedor.